# Ноеми Сечи
Ноеми Сечи (на унгарски: Szécsi Noémi) е унгарска журналистка, преводачка и писателка на произведения в жанра драма, исторически роман, хорър, детска литература и документалистика.

## Биография и творчество
Ноеми Сечи е родена на 29 март 1976 г. в Сентеш, Унгария.
Завършва финландска филология и английска филология в Будапещенския университет, през 2002 г. като в периода 1998 – 200 г. изучава финландска и културна антропология в Хелзинкския университет и в института „Кристина“ в Хелзинки. В Хелзинки създава ръкописа на първия си роман.
Прави специализация в Института за следдипломна квалификация по журналистика на вестник „Непсабадшаг“ през 2002 г. В периода 2002 – 2004 г. сътрудничи на либералното списание „Magyar Narancs“ и е редактор на литературния сайт „terasz.hu“. Работи и като преводач от фински. От 2010 г. е редактор в издателство „Európa Könyvkiadó“
Дебютира през 2002 г. със сатиричния си роман „Finnugor vámpír“ (Фино-угорски вампир), който съчетава темите на класическия ужас със стилизирано изображение на съвременна Унгария.
Статиите ѝ, публикувани като блог, са издадени през 2003 г. в сборника „A kismama naplója“ (Дневник на майчинството). Книгата получава литературната награда „Elle“ през 2004 г. в категорията за документалистика. Продължението ѝ по темата за майчинството, „A baba memoárja“ (Мемоарът на бебето) от 2004 г., получава стипендията „Жигмонд Мориц“ (на името на унгарския писател, представител на реализма, Жигмонд Мориц).
Вторият ѝ роман „Комунистът Монте Кристо“ от 2006 г. представя кръвожадните десетилетия на ХХ век от 1919 до 1957 г. чрез съдбата на касапинът вегетарианец, левент и верен комунист, Шани, който преживява Унгарската съветска република, буржоазното охолство, световната икономическа криза, фашисткия режим, еврейските гонения, обсадата на Будапеща през 1945-а, революционните бесилки от 1956-а. Книгата получава наградата за литература на Европейския съюз за 2009 г.
През 2009 г. е издаден романа ѝ „Utolsó kentaur“ (Последният кентавър) за живота на будапещенската анархистична младеж. През 2011 г. е публикуван романа ѝ „Nyughatatlanok“ (Безпокойните) разказващ за емигрантите от Унгарската революция и борбата за свобода през 1848 – 1849 г.
За творчеството си през 2011 г. е удостоена с престижната награда за литература „Атила Йожеф“.
През 2012 г. е издадена книгата ѝ за деца „Mandragóra utca 7“ (Улица „Мандрагора“ 7). Романът ѝ „Gondolatolvasó“ (Читател на мисълта) от 2013 г. представя историята за възпитанието на глухо момче.
От 2013 г. води блога „halcsontosfuzo.reblog.hu“, в който прави публикации за историята на личния живот и историята на жените въз основа на историческите си изследвания за романите си. Въз основа на него, в съавторство с историчката Елеонора Гера, през 2015 г. е издадена книгата им „A budapesti úrinő magánélete, 1860 – 1914“ (Личният живот на любовницата в Будапеща, 1860 – 1914), а през 2017 г. – „A modern budapesti úrinő, 1914 – 1939“ (Съвременната дама от Будапеща, 1914 – 1939).
Съпругът ѝ, Сандор Хите, е литературен историк.
Ноеми Сечи живее със семейството си в Будапеща.

## Произведения

### Самостоятелни романи
- Finnugor vámpír (2002)
- Kommunista Monte Cristo (2006) – награда за литература на Европейския съюз
Комунистът Монте Кристо, изд. „Ерго“ (2013), прев. Юлия Крумова
- Utolsó kentaur (2009)
- Nyughatatlanok (2011)
- Mandragóra utca 7 (2012)
- Gondolatolvasó (2013)
- Egyformák vagytok (2017)

### Документалистика
- A kismama naplója (2003)
- A baba memoárja (2004)
- Hamisgulyás. Hadikonyha a 20. századi Magyarországon (2015) – с Бела Фехер
- A budapesti úrinő magánélete, 1860 – 1914 (2015) – с Елеонора Гера
- A modern budapesti úrinő, 1914 – 1939 (2017) – с Елеонора Гера
- Lányok és asszonyok aranykönyve. Szépség, egészség, termékenység és szexualitás a 19 – 20. század fordulóján (2019)